# Benedetto Castelli
Benedetto Castelli, al secolo Antonio Castelli (Brescia, 1578 – Roma, 9 aprile 1643), è stato un monaco cristiano, matematico e fisico italiano.

## Biografia

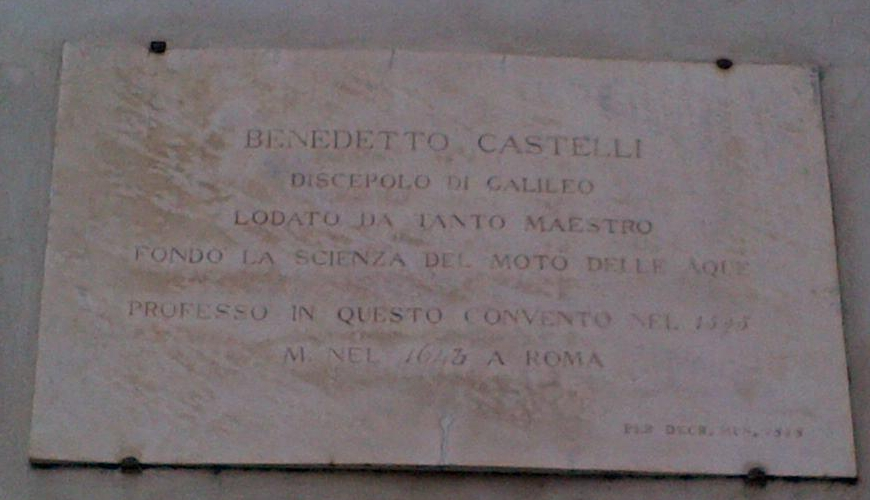
La lapide esterna al Convento di S.Faustino in Brescia che ricorda l’illustre monaco.

Antonio Castelli nacque nel 1578 da Annibale e Alba Tiberi e prese il nome di Benedetto entrando nell'ordine benedettino il 4 settembre 1595; fu il primo di sette fratelli e i suoi dati anagrafici non sono precisi a causa dell'assenza del certificato di battesimo. A Brescia iniziò gli studi matematici che dovette terminare a Padova, dove fu trasferito nel monastero cittadino di Santa Giustina (1604). Nel 1610 Castelli ritornò a Brescia, nel monastero di San Faustino, da dove scrisse a Galileo, suo maestro e amico, di cui aveva una grande stima, ringraziandolo del dono del Sidereus Nuncius, da lui già letto ed apprezzato. Arrivato a Brescia, dovette sistemare delle questioni famigliari assai difficili e complicate. Gli è stato dedicato un asteroide, 6857 Castelli.

### Con Galileo

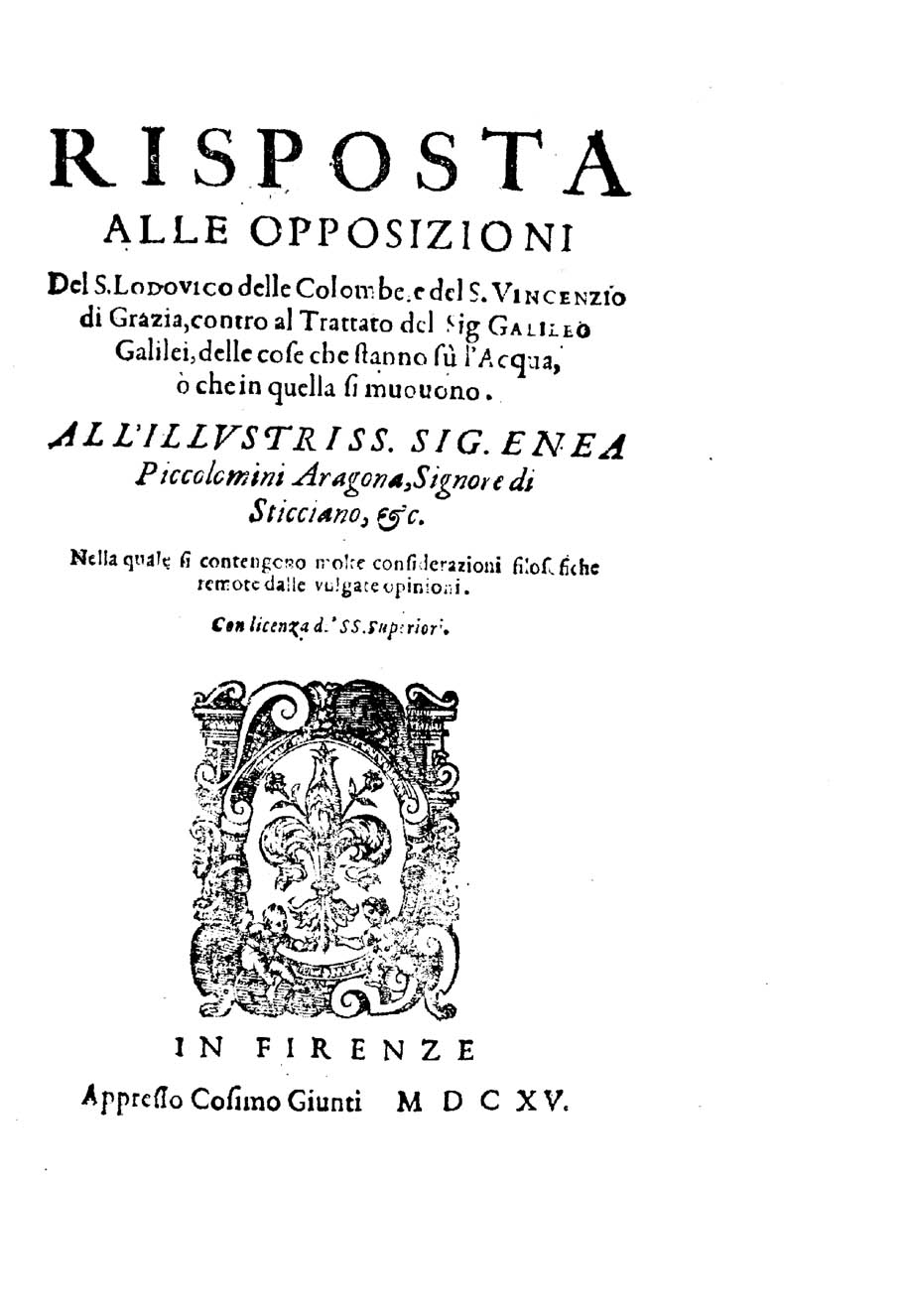
Frontespizio della sua difesa di Galileo

Da Brescia fu però costretto a ritornare a Padova, quindi a Firenze presso Galileo, col quale collaborò assiduamente nelle nuove opere ch'egli scrisse sulle sue scoperte astronomiche e fisiche. Nei suoi esperimenti e studi si dedicò alla matematica e alla geometria.
Castelli occupò il primo posto tra i collaboratori di Galilei e fu uno dei maggiori scienziati del suo tempo definito da Galileo stesso “huomo adornato d'ogni scienza e colmo di virtù, religione e santità”.
Dopo essere diventato professore ordinario all'Università di Pisa (1613), continuò i suoi studi, specialmente quelli intorno al moto ed alla misura delle acque correnti. A Pisa conobbe Bonaventura Cavalieri, e, vista la sua prodigiosa attitudine per la geometria, lo introdusse presso Galileo e lo avviò all'insegnamento; durante le sue numerose assenze dallo Studio lo suppliva proprio il Cavalieri. Tra i suoi allievi figura Richard White che compì a sua volta studi sulla gravità e sulle comete.
Dopo dodici anni di insegnamento a Pisa, il Castelli fu chiamato a Roma dal nuovo Papa Urbano VIII come professore alla Sapienza. Il papa dimostrò sempre verso il Castelli un affetto ed una stima straordinaria: a lui volle affidata l'educazione dell'unico suo nipote. Sempre nel 1625 fu scelto per accompagnare monsignor Ottavio Corsini a risolvere la questione del Reno, che opponeva le città di Bologna e Ferrara. Sulla questione Castelli sostenne l'introduzione del Reno nel Po Grande, prendendolo alla Botta Ghislieri e introducendolo nel Po Grande sotto la Stellata. Il prestigio di Castelli indusse monsignor Corsini ad aderire al suo pensiero, giungendo così alla decisione di introdurre il Reno nel Po. Questa vicenda segnò l'inizio del successivo confronto scientifico tra Niccolò Cabeo e Castelli, oltre a far maturare in Castelli la decisione di pubblicare il trattato Della misura dell'acque correnti.
Diffusasi la fama delle sue conoscenze idrauliche, Benedetto Castelli fu frequentemente coinvolto in vari “affari d'acque”, alcuni dei quali molto importanti come lo sbocco dei fiumi nella laguna veneta e la bonifica delle paludi pontine.
A Roma il Castelli si occupò pazientemente di tutti gli interessi di Galileo, soprattutto quando l'Inquisizione prese ad indagare per imbastire il cosiddetto “primo processo di Galileo”, tentando di servirsi dello stesso Castelli, che peraltro si limitò a leggere una lettera all'arcivescovo di Pisa Francesco Bonciani, senza portare alcuna prova contro il maestro.

### Morte
Il Castelli morì a Roma, nel monastero di S. Callisto il 9 aprile 1643, dopo essere stato successivamente Abate, in modo puramente formale, di S.Benedetto di Foligno, di S.Gregorio di Zara, di Verona, di S.Maria, di Praglia presso Padova, di Monreale e di S.Benedetto di Palermo, per una malattia alla vescica e venne sepolto nella basilica di S.Paolo, nel sepolcro dei Monaci Cassinesi.
L'analisi delle sue lettere permette di stabilire chi fossero le persone che collaborarono con Castelli e Galilei: già nel 1607 Castelli era impegnato a diffondere e promuovere le idee del suo maestro, formando un'intera generazione di scienziati, la cosiddetta “scuola galileiana” che nacque a Brescia e rappresenta un osservatorio per capire come Castelli riuscì a creare un ampio consenso sulle scoperte astronomiche di Galileo. L'attività di Castelli non rimase circoscritta tra le mura del monastero di S.Faustino, ossia fra i suoi confratelli, ma coinvolse anche diversi laici, uomini dalla cui biografia spesso non si sa quasi nulla. Tra i collaboratori non bresciani bisogna ricordare Evangelista Torricelli, Bonaventura Francesco Cavalieri, Giovanni Alfonso Borelli ed Eustachio Divini.

## Studi e opere

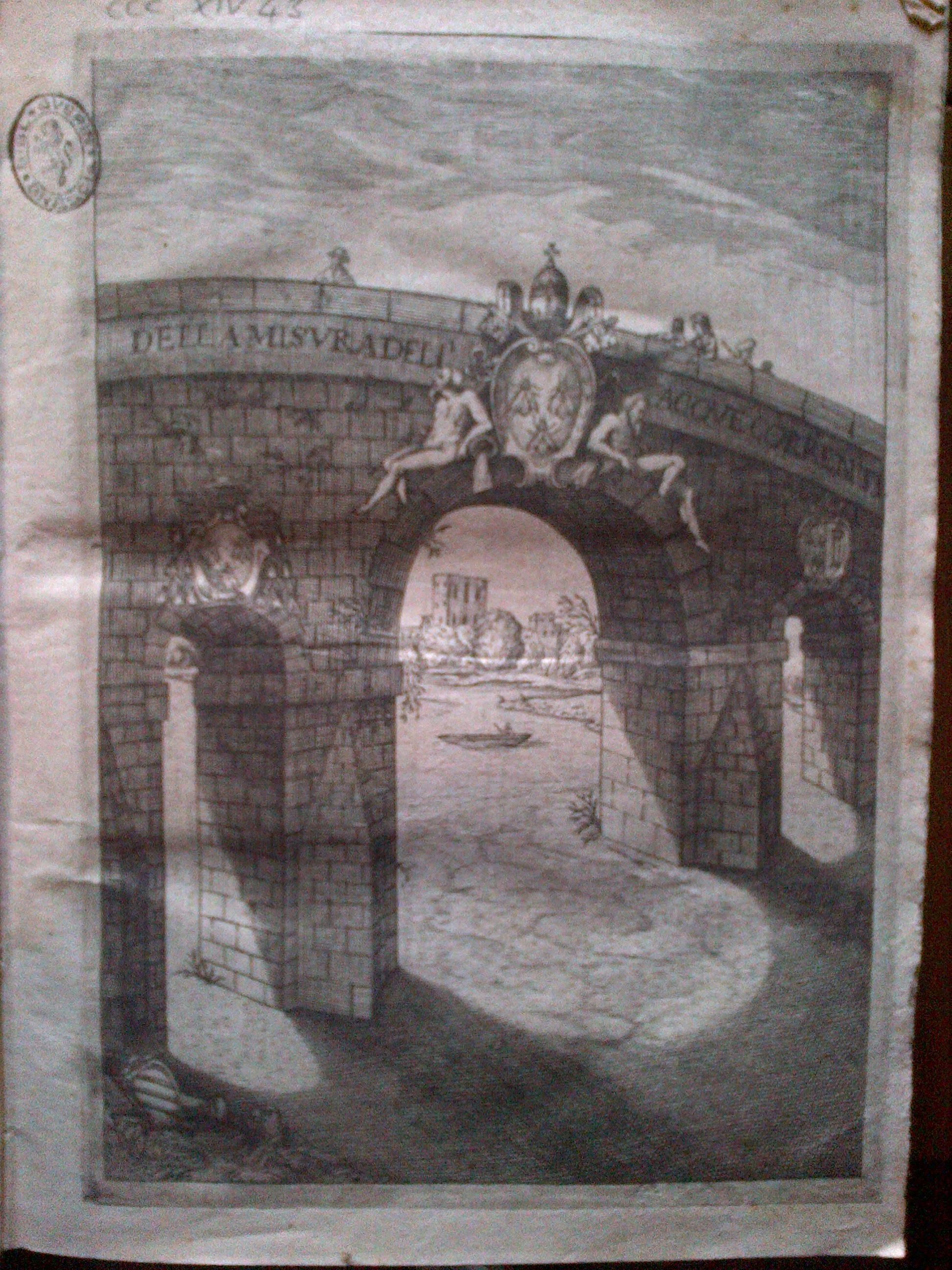
Illustrazione tratta dagli “Opuscoli Idraulici”, 1669.

Castelli si dedicò a più riprese allo studio dell'idraulica. In specifico, gli fu affidata dal papa Urbano VIII l'annosa questione delle acque del Chiana. La sua opera migliore uscì a Roma nel 1628 col titolo Della misura delle acque correnti, ristampato nel 1639 e a Bologna nel 1660 e tradotto in francese ed in inglese. In quest'opera Castelli applica la legge del moto ai fiumi e alle correnti. La sua prima teoria riguarda la portata dei fiumi: egli sostiene che in diverse parti dello stesso fiume si ha una portata uguale, per cui uguali quantità d'acqua passano nello stesso tempo in ogni tratto. Castelli dedusse pure dei corollari, da cui ricava tesi secondarie considerando diverse variabili quali le condizioni climatiche o la presenza di affluenti. Attraverso i corollari arrivò alla comprensione del motivo per il quale il Tevere esondava. Oltre al Tevere, applicò le sue considerazioni riguardo alle velocità delle acque e quindi al relativo aumento del livello dei corsi, ad altri fiumi come il Po, principalmente nella zona della città di Ferrara. Nei diversi testi idraulici, aggiunse anche delle appendici dove indicò la spiegazione a errori in campo idraulico, che corresse alla luce delle sue scoperte. Si soffermò in particolare sul problema della corretta distribuzione delle acque nelle campagne; in seguito lavorò sul lago Trasimeno e studiò la Laguna di Venezia e le sue problematiche. Castelli spiegò che i problemi principali della Laguna erano due: uno è quello dello scoprimento del terreno durante la bassa marea che rendeva difficile la navigazione e che con la prolungata esposizione del fango al sole sollevava vapori maleodoranti. Il secondo problema riguardava la struttura della laguna che con l'alta marea avrebbe potuto causare disastri enormi. In seguito mise a confronto la struttura della Laguna con quella di altri fiumi o laghi e propose alcune possibili teorie che, se applicate alla Laguna, porterebbero alla risoluzione dei suoi problemi.
Al Castelli venne affidato anche l'incarico di occuparsi dei corsi d'acqua di Ferrara e di Bologna (di cui si sarebbe poi interessato anche il Cassini). Poté così approfondire gli studi di idraulica, raccolti in varie pubblicazioni, anche dopo il suo ritorno a Pisa (1625). Di tali studi certo discusse a lungo col Galilei, sia per lettera che durante i frequenti viaggi a Firenze, soprattutto del problema della velocità delle acque, a suo parere non ancora rettamente considerato. Nel 1626 fu chiamato a Roma dal papa in qualità di consigliere idraulico e come valente matematico.

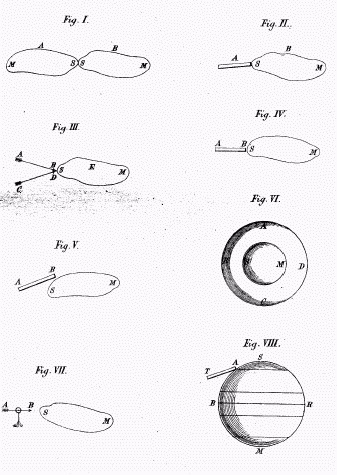
Illustrazione tratta dal testo di Benedetto Castelli sul Magnetismo.

Benedetto Castelli si dedicò anche allo studio del magnetismo: nel suo discorso sulla calamita, sostiene che l'universo segue un ordine meraviglioso e sconosciuto all'uomo; tale ordine riguarda l'intero globo, anche le parti a noi non visibili perché troppo piccole o troppo lontane.
Guglielmo Gilberti era uno dei primi a studiare la calamita, Galileo approfondì ulteriormente questo argomento, ma Castelli per primo mise per iscritto il suo pensiero sul magnetismo.
Dopo la conclusione del processo e la notizia dell'abiura del Galilei, il Castelli fu amareggiato, data la fiducia che aveva nutrito nella giustizia del tribunale e del papa. A ciò si deve il suo desiderio di recarsi in Toscana, per cui ritiratosi ad Arcetri, trovò l'occasione di poterglisi avvicinare.
Nel 1640, servendosi di nuovi telescopi prodotti dal Fontana di Napoli, poté scorgere, staccati da Saturno, i due corpi rotondi che il Galilei aveva osservato uniti al pianeta, primo passo verso la scoperta dell'anello. Nel 1641 partì da Roma, passò a Pisa e a Firenze a salutare il Galilei, poi si recò a Venezia per il capitolo generale dei benedettini. Qui si occupò, su istanza del senatore Giovanni Basadonna, dello stato della laguna veneta.
Di secondaria importanza, anche se non trascurabili, sono i brevi testi filosofici del Castelli ( Benedetto Castelli, Alcuni opuscoli filosofici, Brescia, 1669.).
In essi si affrontano varie questioni attinenti alla scienza, anche se da un punto di vista speculativo e non prettamente sperimentale. Nel primo si parla (in maniera imperfetta e non completa, spiega l'autore) della vista, dei suoi difetti e dei relativi rimedi: ogni “macchina” che l'uomo fabbrica è opera di Dio, perché corregge i meccanismi che Dio stesso ha creato. D'altra parte è importante ricordare “che il sapere assoluto, e perfetto è mestiere solo Divino, & a Dio solo tocca sapere il tutto” (pag 37). Il secondo “discorso” tratta invece del modo di conservare i grani, cioè i cereali. In esso l'Autore, dopo aver ribadito la sua fiducia nel carattere sperimentale delle ricerche scientifiche, analizza i due modi di conservazione tradizionali: in fosse o nei granai che appaiono opposti per molti aspetti. Il Castelli suggerisce di realizzare contenitori in sughero, facilmente reperibile in centro Italia, essendo un materiale molto isolante. La terza parte è costituita da due lettere al Galilei riguardanti il riscaldamento da raggi solari che riceve metà faccia di un mattone tinta di nero dall'altra metà tinta di bianco: in esso si illustrano diversi esperimenti termici.

## Opere

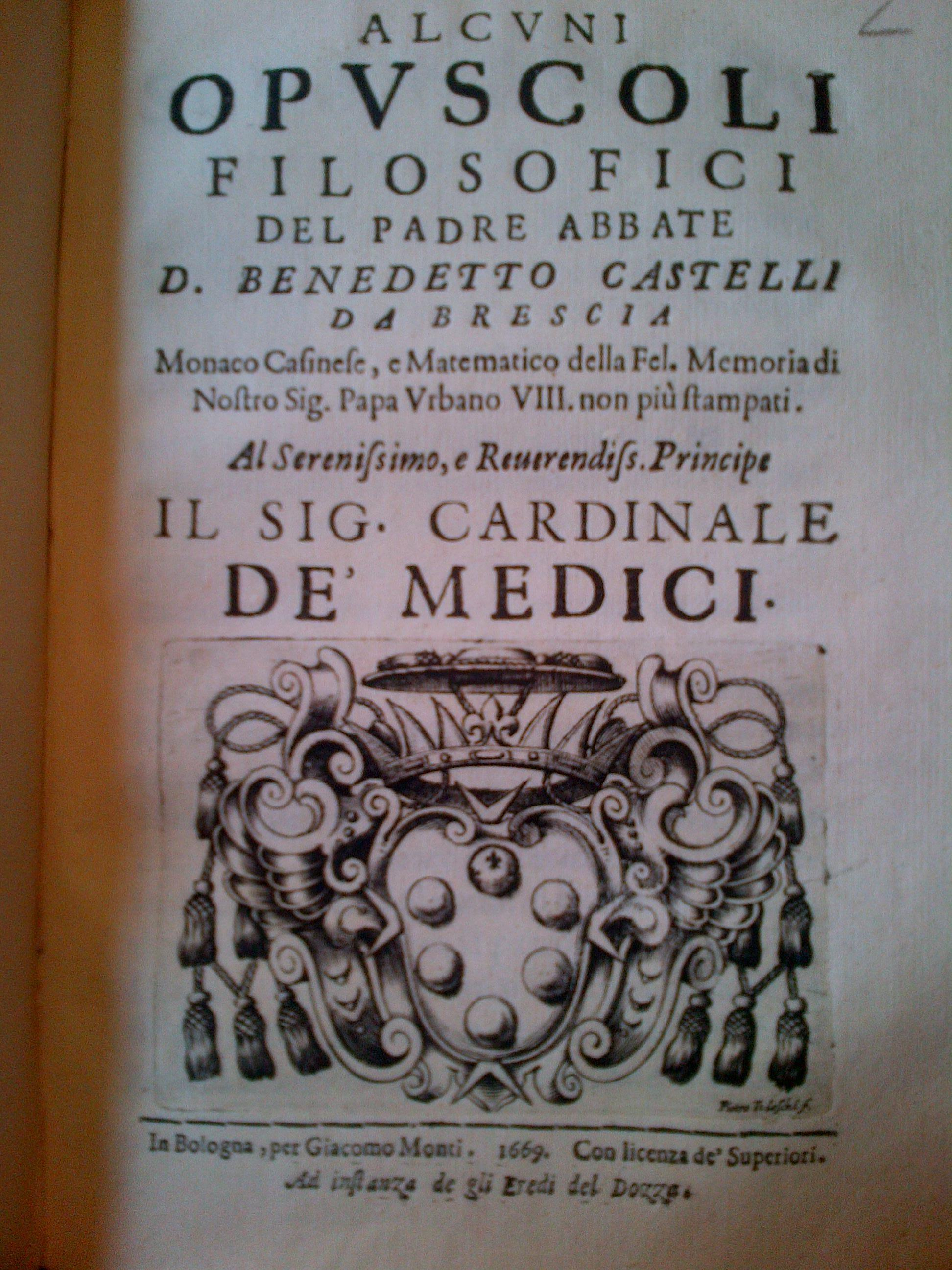
Frontespizio dell’opera “Opuscoli filosofici del Padre Abbate D.Benedetto Castelli”, 1669.

- Risposta alle opposizioni del signor Lodovico delle Colombe e del signor Vincenzio di Grazia, contro al trattato del signor Galileo Galilei, delle cose che stanno su l'acqua, o che in quella si muovono, Firenze, Cosimo Giunta, 1615.
- Benedetto Castelli, Della misura delle acque correnti, Roma, Stamparia Camerale, 1628.
- Benedetto Castelli, Discorso sopra la calamita, 1639.
- Benedetto Castelli, Della misura delle acque correnti (traduzione inglese), London, William Leybourn, 1661.
- Benedetto Castelli, Alcuni opuscoli filosofici, Brescia, 1669.
- Benedetto Castelli, Galileo Galilei, Archimede, Giovanni Alfonso Borelli, Evangelista Torricelli, Vincenzo Viviani Opuscoli idraulici, Bologna, Tipografia Marsigli, 1822.

### Lettere
- a Galileo Galilei:
  - Lettera a Galileo del 24 dicembre 1610;
  - Lettera a Galileo del 2 maggio 1637;
  - Lettera a Galileo del 29 gennaio 1639;
  - Lettera a Galileo del 18 giugno 1639;
  - Lettera a Galileo del 13 agosto 1639;
  - Lettera a Galileo del 20 agosto 1639;
  - Lettera a Galileo del 27 agosto 1639;
  - Lettera a Galileo del 10 settembre 1639.